# Konrad Fahmüller
Konrad Fahmüller  (geboren am 6. März 1930 in Pfeffenhausen; gestorben 7. August 2012 in Neustadt an der Waldnaab) war ein deutscher Heimatpfleger.

## Leben

### Ausbildung
In den 1950er Jahren wurde er zum Forstgehilfen ausgebildet, absolvierte ein Studium zum Diplom-Agraringenieur, arbeitete ferner als Berufsschullehrer und schließlich als Lehrer an der Hauptschule, zuletzt in der Funktion als Konrektor. Durch diese verschiedenen Tätigkeiten gewann er Einblicke in verschiedene Wissensgebiete, wie der Archäologie oder der bayerischen Mundartforschung.

### Wirken
39 Jahre war er als Heimatpfleger für den nördlichen Landkreis Landshut verantwortlich und beriet die Denkmalschutzbehörden und das Landesamt für Denkmalpflege. Durch seine Arbeit bewahrte er manches Kulturgut vor dem Zerfall.
Er war zuständig für das Marktarchiv Pfeffenhausen, dabei erforschte er nicht nur die Marktgeschichte, sondern stellte für viele Familien ihren Familienstammbaum zusammen und transkribierte eine große Anzahl von Dokumenten, erfasste diese elektronisch und bewahrte sie damit für die folgenden Generationen. In der Mundartforschung dokumentierte er den typischen Dialekt der Hallertau. Die Sagen und Geistergeschichten der Region trug er zusammen und schrieb sie nieder.
Seine Steinzeitfunde aus Pfeffenhausen, Oberlauterbach und Pattendorf sind in verschiedenen Museen zu sehen.
2001 führte er zum historischen Fest „600 Jahre Marktsiegel und Marktwappen Pfeffenhausen“ Regie.

## Familie
Er war verheiratet mit Maria Fahmüller, hatte fünf Töchter, einen Sohn und 29 Enkelkinder.

## Ehrung
2012 wurde Konrad Fahmüller mit der Verdienstmedaille der Bundesrepublik Deutschland ausgezeichnet.

## Werke
- Chronik 325 Jahre Maurer- und Zimmererverein Pfeffenhausen[1]
- Festschrift 100 Jahre Pfarrkirche St. Martin, neugotisches Gotteshaus
- Heimatbuch Pfeffenhausen[2]
- Wallfahrtskirche St. Corona Koppenwall
- Festschrift des Schützenvereins Pfeffenhausen
- Festschrift Gartenverein Pfaffendorf
- Lehrerhandreichung für Heimatgeschichte mit Josef Wiesmüller